# Brian Woledge
Brian Woledge (né le 16 août 1904 à Londres et mort le 3 juin 2002 à Stoke Mandeville) était un romaniste et médiéviste britannique.

## Vie et travail
Woledge a grandi à Leeds et y a étudié avec Paul Barbier (1873-1947). Après avoir obtenu son diplôme (1926), il étudie avec une bourse jusqu'en 1928 à Paris avec Mario Roques, Edmond Faral, Alfred Jeanroy et Joseph Vendryes. De 1928 à 1930, il a été assistant dans les écoles de Dijon et de Paris. En 1930, il obtient son doctorat à Paris avec la thèse L'Âtre périlleux, études sur les manuscrits, la langue et le littéraire du poème, avec un spécimen du texte (Paris, Droz, 1930). Il a enseigné à partir de 1930 à Hull et est allé en 1932 avec Frederick Charles Roe à Aberdeen. En 1939, il succéda à l'University College de Londres comme successeur de Louis Brandin (et le premier non-Français) et le conserva jusqu'à sa retraite en 1971. Woledge était docteur honoris causa de l'Université d'Aix-Marseille (1970) et membre de la British Academy (1989). La particularité de ses recherches médiévales réside dans le fait qu’il a non seulement enregistré philologiquement les textes médiévaux, mais qu’il les a pris au sérieux comme une belle littérature.

## Œuvres
- L'Âtre périlleux, roman de la Table ronde, Paris, Champion, 1936.
- Bibliographie du roman et nouvelles en prose française antérieurs à 1500, Genève, Droz, 1954, 1975.
  - Supplément 1954-1973, Genève, Droz, 1975
  - (avec Harry Peter Clive) Répertoire des plus anciens textes en prose française depuis 842 jusqu'aux premières années du XIIIe siècle, Genève, Droz, 1964
- The Penguin book of French verse. With plain prose translations of each poem. 1. To the fifteenth century, Harmondsworth, Penguin Books, 1957.
- La syntaxe du substantif chez Chrétien de Troyes, Genève, Droz, 1979.
- Commentaire sur « Yvain (le chevalier au lion) » de Chrétien de Troyes, Genève, Droz, 1986-1988